# Les Casals
Les Casals és un indret a cavall dels termes municipals de la Pobla de Segur, al Pallars Jussà i de Baix Pallars, al Pallars Sobirà; en aquest darrer cas, pertanyia la meitat a cadascun dels dos termes de Montcortès de Pallars i de Peramea.
Està situat a l'extrem nord-est del terme municipal de la Pobla de Segur, al nord-oest del Congost de Collegats, al nord de Sant Pere de les Maleses i al sud de lo Tossal, a la carena que separa les valls de la Noguera Pallaresa, a llevant, i el barranc de Sant Pere, a ponent.